# Amalia Popper
Amalia Popper (Trieste, 26 agosto 1891 – Firenze, 1967) è stata una traduttrice italiana.
È stata la prima traduttrice italiana delle opere dello scrittore James Joyce ed è stata inoltre autrice della sua prima biografia, pubblicata come introduzione alla sua traduzione di Gente di Dublino, edita nel 1935 a Trieste col titolo "Araby".
Secondo il biografo di Joyce Richard Ellmann, Amalia Popper è la donna a cui è dedicato il poemetto d'amore Giacomo Joyce, ed è stata una delle fonti di ispirazione per il personaggio di Molly Bloom dell'Ulisse.

## Biografia
Amalia nacque a Trieste da Leopold Popper, assicuratore boemo di origini ebraiche, e Letizia Luzzatto, veneziana con la vocazione della pittura. Nel 1908-09 fu allieva privata di James Joyce che la istruì nella lingua inglese. In questo periodo lo scrittore irlandese instaurò con la famiglia Popper un legame di amicizia, frequentando la loro casa anche al di fuori delle lezioni impartite alle figlie.
Amalia frequentò poi l'Università di Firenze dove incontrò Michele Risolo, suo futuro marito. Nel 1929 Stannie Joyce le chiese un contributo da pubblicare su Erewhon. Egli pensando alle sue radici ebraiche, le suggerì un saggio su Zangwill, ma Amalia preferì cimentarsi con la traduzione di alcuni racconti contenuti in Gente di Dublino: Araby, Una nuvoletta, Controparti, Evelina, I morti. I testi tradotti furono rivisti e corretti dallo stesso Joyce e pubblicati nei primi anni trenta sul Piccolo di Trieste. Nel 1935 furono raccolti nel volume "Araby", corredati di una breve biografia di Joyce da lui autorizzata.
Durante la seconda guerra mondiale  Amalia si trasferì a Firenze, dove lavorò come insegnante di inglese e tedesco. Morì nel 1967 a seguito di una lunga malattia.
È stato istituito un Centro Culturale a Trieste che porta il suo nome.

## L'identificazione con Molly Bloom
Amalia Popper guadagnò un'improvvisa notorietà nel 1968 quando il biografo di Joyce Richard Ellmann, basandosi sulle parole di Stannie Joyce, la identificò come musa ispiratrice del poema Giacomo Joyce, scritto nel 1914 e pubblicato postumo, in cui sarebbe descritta l'infatuazione dello scrittore per la sua giovane allieva. Sempre secondo Ellmann, Amalia Popper è stata anche uno dei modelli utilizzati da Joyce per il personaggio di Molly Bloom dell'Ulisse, in particolare  <<per il carattere e per il suo aspetto sud europeo>>. Anche il nome Molly sarebbe un riferimento ad Amalia, che in casa era chiamata spesso con i diminutivi Malietta, Maliú o Màli, mentre il nome del protagonista Leopold Bloom sarebbe un riferimento al padre di Amalia, Leopoldo Popper.
Secondo alcuni studi successivi questa ipotesi non sarebbe attendibile a causa di alcune inesattezze storiche: Ellmann avrebbe infatti sbagliato a collocare le lezioni di inglese ricevute da Amalia, che sarebbero avvenute fra il 1908 e il 1909 e non fra il 1913 e il 1914. Altre ricerche confermano invece l'attendibilità della ricostruzione di Ellmann.